# Умар (Marvel Comics)
Умар (англ. Umar) — вымышленный персонаж издательства Marvel Comics, представительница загадочного вида Фелтайн и сестра-близнец тёмного лорда Дормамму. Умар — могущественная колдунья, обладающая обширными познаниями в области чёрной магии. Чаще всего появляется как противница Верховного мага Земли Доктора Стрэнджа, а также как мать его жены Клеа.

## История публикаций
Умар впервые появилась в Strange Tales #150 (ноябрь 1966), написанным Роем Томасом и проиллюстрированным Биллом Эвереттом под редакцией Стэна Ли. О появлении персонажа на страницах комиксах было известно ещё в Strange Tales #149 (октябрь 1966), написанным Дэнни О'Нил, однако там она была представлена под именем Кара. 
Аннотация Strange Tales #150 гласила: "Конец Калуу... Вступление Умар!", где колдунья была представлена в первоначальном облике. Умар появилась на заключительной десятой странице комикса и была основным противником Доктора Стрэнджа на протяжении Strange Tales #151. Там же была изложена предыстория персонажа. 

## Вымышленная биография

### Происхождение
Умар и её брат-близнец Дормамму были порождены могущественной космической сущностью Синайфером. Они были фэлтанианами - существами состоящими из чистой энергии. В отличие от Синайфера, близнецы желали иметь физическую оболочку. Когда Синайфер попытался остановить их, Умар и Дормамму преобразовали его энергию в материю, по сути, убив его. За это они были изгнаны из мира фэлтанианцев.

### Тёмное измерение
Беглецы обосновались в иной реальности, известной как Тёмное измерение, которая была заселена колдунами известными как мхурууксы. Их правитель Олнар мечтал о возвращении к эпохе войн и завоеваний. Узнав об этом, Умар и Дормамму образовали союз с ним. Вместе они завоевали множество других измерений. Разрушения Олнара разрушили барьер между реальностями, что привело к освобождению существ, известных как Безмолвные, слепо уничтожавших всё на своём пути. В связи с этим мхурууксы и их правитель Олнар были убиты, но Дормамму и Умар удалось остановить натиск Безмолвных и запереть их. Эта битва ослабила Умар и ей пришлось подчиниться брату. Дормамму взошёл на престол и стал правителем Тёмного измерения. Он вновь принял свой фээтанианский облик, но Умар предпочла выглядеть как человек.

### Клеа
Одному из мхурууксов, сыну Олнара по имени Орини удалось выжить после атаки Безмолвных. Он стал главным учеником Дормамму. Повзрослев, он начал испытывать чувства к Умар. Между ними произошла интимная близость, в результате чего на свет появилась Клеа. Из-за появления дочери Умар потеряла способность применять фэлтанианскую форму. Это разозлило Умар и в гневе она набросилась на Дормамму. За это разозлённый Дормамму изгнал сестру из Тёмного измерения.

### Как враг Доктора Стрэнджа
В своё время Дормамму попытался захватить измерения Земля, вступив в бой сначала с могущественным волшебником Древним, а затем и с его учеником Стивеном Стрэнджем. Дормамму был побеждён и заклинание, сдерживающее Умар было сломлено. Несмотря на то, что тот изгнал её, Умар попыталась отомстить за брата. Она захватила Клею в заложницы, чтобы заманить Стрэнджа в Тёмное измерение. Во время первого столкновения с Доктором Стрэнджем Умар, первоначально, одерживала верх, но потом мистическое существо Саядж показало ей её истинную фэлтанианскую сущность. Взбешённая Умар попыталась убить его, но была остановлена Доктором Стрэнджем. 
После этого Умар появилась как подчинённая Дормамму. Ей удалось воскресить брата после его поражения. Во время отсутствия Дормамму Умар узурпировала трон, до тех пор, пока она не была свергнута законной наследницей - Клеей, узнавшей тайну своего происхождения. 
Некоторое время спустя Дормамму вернулся, чтобы свергнуть Клею. Стрэнджу и Клее пришлось спасаться бегством, но по пути они столкнулись с Умар. Та узнала о свадьбе дочери и Стивена и поняла, что она не может убить собственную дочь. Вместо этого она помогла Доктору и Клее в битве с Дормамму. Между матерью и дочерью произошло перемирие. В то время как Умар и её любовник Барон Мордо стали править в Тёмном измерении, Клеа и Доктор Стрэндж вернулись на Землю. 
Некоторое время спустя к Клее явился житель Тёмного измерения, который рассказал ей, что Умар и Мордо предали её доверие. Позже выяснилось, что это был Дормамму в маскировке. Он поглотил Умар и Мордо и стал гораздо сильнее чем прежде. Клее пришлось самостоятельно вступить в бой против него. По неизвестным обстоятельствам Умар и Мордо как-то отделились от Дорммаму. Затем Умар ещё несколько раз помогала брату.

### Сердце монстра
Когда Арм'Чеддон лишил Женщину-Халк и Э-Бомбу и напал на Красную Женщин-Халк, Халк потерял рассудок, достигнув уровня разрушителя миров. Когда Красной Женщине-Халк не удалось успокоить его, в игру вступила Умар, которая перенесла Халка в Тёмное измерение, чтобы тот стал её супругом и правителем их нового мира. Тем не менее Халку удалось прийти в себя и сбежать из Тёмного измерения.

## Силы и способности
Умар, как и её брат, является могущественной колдуньей, искусно владеющей магией. Она владеет такими способностями как: гипноз, перемещение между измерениями, манипуляция космической энергией и краткосрочная левитация. Помимо этого Умар является талантливой соблазнительницей, которая дважды покорила сердце Халка. Она обладает высоким уровнем интеллекта. Будучи правительницей Тёмного измерения, Умар была окружена мистическим огнём, пламенем регентства. 

## Альтернативные версии

### What If?
В реальности Что если бы Доктор Стрэндж был учеником Дормамму? Умар освобождается из плена брата и пытается соблазнить Стрэнджа для собственной выгоды, что ей и удаётся. Стрэнджу было предначертано стать сильнее, чтобы победить Вечность. Умар же хотела, чтобы Стрэндж сокрушил её брата и вернул ей власть в Тёмном измерении. Несмотря на все старания Умар Стрэндж встал на путь добра и стал учеником Древнего. 

## Вне комиксов

### Видеоигры
- Умар появляется в игре Marvel: Avengers Alliance для Facebook.
- Умар — игровой персонаж в мобильной карточной игре Marvel Duel.